# Computersimulation

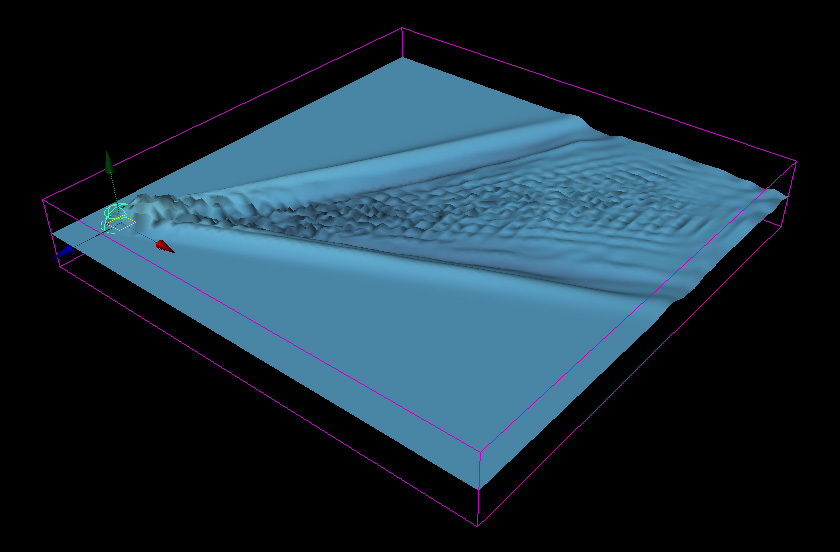
Computersimulation der Wellen von Kielwasser

Wellenanimation des Tsunamis in Asien Dezember 2004

Unter Computersimulation bzw. Rechnersimulation versteht man die Durchführung einer Simulation mit Hilfe eines Computers, genauer: eines Computerprogrammes. Dieses Programm beschreibt bzw. definiert das Simulationsmodell.
Zu den ersten Computersimulationen zählt die Simulation eines zweidimensionalen Harte-Kugel-Modells mittels des Metropolisalgorithmus und das Fermi-Pasta-Ulam-Experiment.

## Arten der Simulation

### Unterscheidung nach Statik und Dynamik

#### Statische Simulation
In der statischen Simulation spielt die Zeit keine Rolle. Das Modell ist statisch, d. h., es betrachtet nur einen Zeitpunkt, ist also quasi eine Momentaufnahme.

#### Dynamische Simulation
Für die Modelle der dynamischen Simulation spielt die Zeit immer eine wesentliche Rolle. Die dynamische Simulation betrachtet Prozesse bzw. Abläufe.

### Unterscheidung nach kontinuierlich und diskret

#### Diskrete Simulation
Die diskrete Simulation benutzt die Zeit, um nach statistisch oder zufällig bemessenen Zeitintervallen bestimmte Ereignisse hervorzurufen, welche ihrerseits den (nächsten) Systemzustand bestimmen.
Auch als Ablaufsimulation oder ereignisgesteuerte Simulation bezeichnet, findet die diskrete Simulation im Produktions- und logistischen Bereich ihre hauptsächliche Anwendung. Der weit überwiegende Teil der Praxisprobleme liegt in diesem Bereich. Die Modelle dieser Simulation sind im Gegensatz zu den kontinuierlichen gut mit standardisierten Elementen (z. B. Zufallszahlen, Warteschlangen, Wahrscheinlichkeitsverteilungen usw.) darstellbar. Einen weiteren leistungsfähigen Ansatz zur Entwicklung diskreter, ereignisgesteuerter Modelle bietet die Petri-Netz-Theorie.
Die Stärke der diskreten Simulation liegt darin, dass sie den Zufall bzw. die Wahrscheinlichkeit in das Modell mit einbezieht und bei genügend häufiger Durchrechnung eine Aussage über die zu erwartende Wahrscheinlichkeit der verschiedenen Systemzustände liefert. Das Anwendungsfeld für diese Art der Simulation ist daher entsprechend groß:
- Arbeitsabläufe in der Produktion (alle Automobilhersteller sind große Simulationsanwender)
- Prozesse der Logistik (Supply-Chains, Container-Umschlag usw.)
- Abläufe mit großem Personen- oder Güter-Aufkommen (Flughäfen, Großbahnhöfe, aber auch Autobahn-Mautstellen, öffentliche Verkehrssysteme, Post-Verteilzentralen, Verschiebebahnhöfe usw.)

##### Multi-Agenten-Simulation
Die Multi-Agenten-Simulation, die als Spezialfall der diskreten Simulation gesehen werden kann, erlaubt, emergente Phänomene und dynamische Wechselwirkungen zu modellieren.

#### Kontinuierliche Simulation
Bei der kontinuierlichen Simulation werden stetige Prozesse abgebildet. Diese Art der Simulation nutzt Differentialgleichungen zur Darstellung physikalischer oder biologischer Gesetzmäßigkeiten, welche dem zu simulierenden Prozess zugrunde liegen.

#### Hybride Simulation
Von hybrider Simulation spricht man dann, wenn das Modell sowohl Eigenschaften der kontinuierlichen als auch der diskreten Simulation aufweist. Derartige Modelle finden sich beispielsweise in medizinischen Simulationen – insbesondere zu Ausbildungszwecken – wieder, bei denen die zu simulierende Biologie nicht hinreichend bekannt ist, um ein ausreichend detailliertes, kontinuierliches Modell erstellen zu können.

### Weitere Arten

#### Monte-Carlo-Simulation
Fußt die Simulation auf Zufallszahlen und/oder Stochastik (Wahrscheinlichkeitsmathematik), so spricht man wegen der begrifflichen Nähe zum Glücksspiel von Monte-Carlo-Simulation. Diese Methode hat besonders in der Physik wichtige Anwendungen gefunden, und zwei Bücher des Physikers Kurt Binder gehören zu den meistzitierten Veröffentlichungen in dieser Wissenschaftssparte.

#### System Dynamics
Unter Systemdynamik wird die Simulation komplexer, zeitdiskreter, nicht-linearer, dynamischer und rückgekoppelter Systeme verstanden. Unter solchen Simulatoren werden u. a.
- das Rückkopplungsverhalten sozioökonomischer Systeme („Industrial Dynamics“),
- die Entwicklung von Ballungszentren („Urban Dynamics“) und
- Weltmodelle, wie z. B. für den Club of Rome („World Dynamics“)

subsumiert. Die Arbeitsweisen und Werkzeuge entsprechen nahezu zur Gänze denen der Regelungstechnik bzw. der Kybernetik.

### Neuere und interdisziplinäre Anwendungsfelder
Mit fortschreitender Rechenleistung und neuen Modellierungsmethoden erschließen Computersimulationen immer mehr interdisziplinäre Forschungs- und Anwendungsfelder:
- Klima- und Umweltforschung: Hochauflösende Klimamodelle simulieren globale und regionale Klimaphänomene, um Vorhersagen über den Klimawandel, Extremwetterereignisse und deren Auswirkungen (z. B. Meeresspiegelanstieg, Hitzewelle) zu treffen. Auch die Ausbreitung von Schadstoffen oder die Dynamik von Ökosystemen werden simuliert.[4][5]
- Medizin und Biologie: Auf molekularer Ebene ermöglichen Simulationen die Entwicklung neuer Medikamente, indem sie die Wechselwirkung von Wirkstoffen mit biologischen Zielen (z. B. Proteinen) analysieren (z. B. mittels Molekulardynamik-Simulationen).[6] Auf Systemebene werden menschliche Organe oder physiologische Prozesse simuliert, was die Planung komplexer chirurgischer Eingriffe oder die Ausbildung von Medizinern in virtuellen Umgebungen (z. B. an digitalen Patientenmodellen) unterstützt.[7] Pandemiemodelle simulieren die Ausbreitung von Infektionskrankheiten und bewerten die Wirksamkeit von Eindämmungsmaßnahmen.[8]
- Finanzwirtschaft: Im Risikomanagement kommen Monte-Carlo-Simulationen zum Einsatz, um die Wertentwicklung von Finanzprodukten unter Unsicherheit zu prognostizieren und potenzielle Risiken (z. B. Value at Risk) zu quantifizieren.[9] Auch die Simulation des Verhaltens von Finanzmärkten und die Bewertung komplexer Derivate basieren oft auf umfangreichen Computersimulationen.[10]
- Sozialwissenschaften: Agentenbasierte Modelle erlauben die Simulation des Verhaltens von Individuen und Gruppen in sozialen oder wirtschaftlichen Kontexten.[11] Dies hilft, emergente Phänomene wie Meinungsbildung, die Ausbreitung von Innovationen oder komplexe Marktmechanismen zu verstehen und vorherzusagen.[12]

## Simulationssprachen
Obwohl ein Simulationsprogramm (Simulator) prinzipiell mit jeder allgemeinen Programmiersprache – in einfachen Fällen sogar mit Standardwerkzeugen wie z. B. einer Tabellenkalkulation – erstellt werden kann, wurden seit den 1960er Jahren – nach der erstmaligen Verfügbarkeit hinreichend schneller Rechner – auch besondere Simulationssprachen entwickelt.
Zunächst beschränkten sich diese Sprachen noch auf die rein mathematische bzw. numerische Ermittlung und Darstellung der Simulationsverläufe und -ergebnisse. Mit dem Aufkommen immer leistungsfähiger PCs in den 1980er Jahren trat jedoch mehr und mehr die graphische Repräsentation und in jüngerer Zeit auch die Animation hinzu.
In der diskreten Simulation gibt es derzeit Bestrebungen zur Implementierung optimierender Verfahren, wie z. B. Künstliche neuronale Netze, Genetische Algorithmen oder Fuzzy Logic. Diese Komponenten sollen den klassischen Simulatoren, welche an sich nicht optimierend wirken, die Eigenschaft der selbständigen Suche nach optimalen Lösungen hinzufügen.
Unter dem Begriff „Digitale Fabrik“ versuchen große Unternehmen – besonders des Fahrzeug- und Flugzeugbaues – die (vorwiegend animierte) Ablaufsimulation mit Verfahren zur Kostenermittlung, zur automatisierten Erstellung technischer Dokumentation und Planungssystemen für Produktionsstätten und -anlagen zu koppeln, um so Entwicklungszeiten und -kosten sowie Qualitätsprüfungs- und Wartungsaufwendungen zu minimieren.

## Ontologische Verortung
Simulationsgestütztes Vorgehen in den Wissenschaften hat sich seit Aufkommen häufig in spezifischen Teildisziplinen (bspw. Computer-Aided Engineering, Computational Sciences, Computational Social Science) konzentriert. Neuere Interventionen plädieren dagegen für die Wahrnehmung von Computersimulationen als wissenschaftliche Instrumente, um diese mittelfristig als disziplinweit akzeptierte Formen des Erkenntnisgewinns zu akzeptieren.